# National Hockey League 2011-2012
La stagione 2011-2012 è stata la 94ª edizione della National Hockey League, la 95ª considerando la stagione del lockout. La stagione regolare iniziò il 6 ottobre 2011, e per la quinta volta alcune delle partite inaugurali si disputarono in Europa. Le città scelte per ospitare gli incontri furono Helsinki in Finlandia, Stoccolma in Svezia e Berlino in Germania. Il 1º gennaio si è disputata la quinta edizione dell'NHL Winter Classic fra i Philadelphia Flyers ed i New York Rangers. Gli Ottawa Senators hanno ospitato l'NHL All-Star Game presso lo Scotiabank Place il 29 gennaio 2012. I Los Angeles Kings sconfissero i New Jersey Devils nella finale di Stanley Cup per 4-2, conquistando il primo titolo nella storia della franchigia.
Nel corso della pausa estiva gli Atlanta Thrashers si trasferirono a Winnipeg, nel Manitoba, divenendo così i Winnipeg Jets. Questo è il primo trasferimento di una franchigia della NHL a partire dalla stagione 1997–98, quando gli Hartford Whalers si spostarono a Raleigh diventando i Carolina Hurricanes. La lega per questa stagione scelse di non mutare il quadro delle division, inserendo i Jets nella stessa division dei Thrashers, la Southeast Division.
Diversi ex-giocatori della NHL morirono 7 settembre 2011 nell'incidente aereo che coinvolse la squadra di hockey russa della Lokomotiv Jaroslavl'. Fra le vittime vi furono l'ex-giocatore e allenatore Brad McCrimmon, i vice allenatori Aleksandr Karpovcev e Igor' Korolëv, l'All-Star Pavol Demitra ed i veterani Karel Rachůnek, Ruslan Salej, Kārlis Skrastiņš e Josef Vašíček.

## Squadre partecipanti
- Anaheim Ducks
- Boston Bruins
- Buffalo Sabres
- Calgary Flames
- Carolina Hurricanes
- Chicago Blackhawks
- Colorado Avalanche
- Columbus Blue Jackets
- Dallas Stars
- Detroit Red Wings
- Edmonton Oilers
- Florida Panthers
- Los Angeles Kings
- Minnesota Wild
- Montreal Canadiens

- Nashville Predators
- New Jersey Devils
- New York Islanders
- New York Rangers
- Ottawa Senators
- Philadelphia Flyers
- Phoenix Coyotes
- Pittsburgh Penguins
- San Jose Sharks
- St. Louis Blues
- Tampa Bay Lightning
- Toronto Maple Leafs
- Vancouver Canucks
- Washington Capitals
- Winnipeg Jets

## Pre-season

### NHL Entry Draft
L'Entry Draft si tenne fra il 24 ed il 25 giugno 2011 presso l'Xcel Energy Center di Saint Paul, in Minnesota. Gli Edmonton Oilers nominarono come prima scelta assoluta il giocatore canadese Ryan Nugent-Hopkins. Altri giocatori rilevanti all'esordio in NHL furono Gabriel Landeskog, Jonathan Huberdeau, Adam Larsson e Sven Bärtschi.

### Amichevoli in Europa
Le quattro squadre impegnate nei match d'apertura della stagione disputarono in precedenza alcune partite amichevoli contro squadre europee. Tali eventi presero il nome di "NHL Premiere Challenge", e si conclusero con sei vittorie ed una sconfitta.
| Data         | Luogo                     | Squadra europea   | Squadra NHL       | Punteggio |
| ------------ | ------------------------- | ----------------- | ----------------- | --------- |
| 29 settembre | Tesla Arena, Praga        | Sparta Praga      | New York Rangers  | 0-2       |
| 30 settembre | Scandinavium, Göteborg    | Frölunda          | New York Rangers  | 2-4       |
| 2 ottobre    | Samsung Arena, Bratislava | Slovan Bratislava | New York Rangers  | 1-4       |
| 3 ottobre    | Bossard Arena, Zugo       | Zugo              | New York Rangers  | 8-4       |
| 4 ottobre    | Hartwall-areena, Helsinki | Jokerit           | Anaheim Ducks     | 3-4 (OT)  |
| 4 ottobre    | O2 World Hamburg, Amburgo | Hamburg Freezers  | Los Angeles Kings | 4-5       |
| 4 ottobre    | SAP Arena, Mannheim       | Adler Mannheim    | Buffalo Sabres    | 3-8       |

## Stagione regolare

### Classifiche
= Qualificata per i playoff,       = Primo posto nella Conference,       = Vincitore del Presidents' Trophy, ( ) = Posizione nella Conference

#### Eastern Conference
Northeast Division
|    |                          | PG | V  | S  | OTS | GF  | GS  | PT  |
| -- | ------------------------ | -- | -- | -- | --- | --- | --- | --- |
| 1. | Boston Bruins (2)        | 82 | 49 | 29 | 4   | 269 | 202 | 102 |
| 2. | Ottawa Senators (8)      | 82 | 41 | 31 | 10  | 249 | 240 | 92  |
| 3. | Buffalo Sabres (9)       | 82 | 39 | 32 | 11  | 218 | 230 | 89  |
| 4. | Toronto Maple Leafs (13) | 82 | 35 | 37 | 10  | 231 | 264 | 80  |
| 5. | Montreal Canadiens (15)  | 82 | 31 | 35 | 16  | 212 | 226 | 78  |

Atlantic Division
|    |                         | PG | V  | S  | OTS | GF  | GS  | PT  |
| -- | ----------------------- | -- | -- | -- | --- | --- | --- | --- |
| 1. | New York Rangers (1)    | 82 | 51 | 24 | 7   | 226 | 187 | 109 |
| 2. | Pittsburgh Penguins (4) | 82 | 51 | 25 | 6   | 282 | 221 | 108 |
| 3. | Philadelphia Flyers (5) | 82 | 47 | 26 | 9   | 264 | 232 | 103 |
| 4. | New Jersey Devils (6)   | 82 | 48 | 28 | 6   | 228 | 202 | 102 |
| 5. | New York Islanders (14) | 82 | 34 | 37 | 11  | 203 | 255 | 79  |

Southeast Division
|    |                          | PG | V  | S  | OTS | GF  | GS  | PT |
| -- | ------------------------ | -- | -- | -- | --- | --- | --- | -- |
| 1. | Florida Panthers (3)     | 82 | 38 | 26 | 18  | 203 | 227 | 94 |
| 2. | Washington Capitals (7)  | 82 | 42 | 32 | 8   | 222 | 230 | 92 |
| 3. | Tampa Bay Lightning (10) | 82 | 38 | 36 | 8   | 235 | 281 | 84 |
| 4. | Winnipeg Jets (11)       | 82 | 37 | 35 | 10  | 225 | 246 | 84 |
| 5. | Carolina Hurricanes (12) | 82 | 33 | 33 | 16  | 213 | 243 | 82 |

#### Western Conference
Northwest Division
|    |                         | PG | V  | S  | OTS | GF  | GS  | PT  |
| -- | ----------------------- | -- | -- | -- | --- | --- | --- | --- |
| 1. | Vancouver Canucks (1)   | 82 | 51 | 22 | 9   | 249 | 198 | 111 |
| 2. | Calgary Flames (9)      | 82 | 37 | 29 | 16  | 202 | 226 | 90  |
| 3. | Colorado Avalanche (11) | 82 | 41 | 35 | 6   | 208 | 220 | 88  |
| 4. | Minnesota Wild (12)     | 82 | 35 | 36 | 11  | 177 | 226 | 81  |
| 5. | Edmonton Oilers (14)    | 82 | 32 | 40 | 10  | 212 | 239 | 74  |

Central Division
|    |                            | PG | V  | S  | OTS | GF  | GS  | PT  |
| -- | -------------------------- | -- | -- | -- | --- | --- | --- | --- |
| 1. | St. Louis Blues (2)        | 82 | 49 | 22 | 11  | 210 | 165 | 109 |
| 2. | Nashville Predators (4)    | 82 | 48 | 26 | 8   | 237 | 210 | 104 |
| 3. | Detroit Red Wings (5)      | 82 | 48 | 28 | 6   | 248 | 203 | 102 |
| 4. | Chicago Blackhawks (6)     | 82 | 45 | 26 | 11  | 248 | 238 | 101 |
| 5. | Columbus Blue Jackets (15) | 82 | 29 | 46 | 7   | 202 | 262 | 65  |

Pacific Division
|    |                       | PG | V  | S  | OTS | GF  | GS  | PT |
| -- | --------------------- | -- | -- | -- | --- | --- | --- | -- |
| 1. | Phoenix Coyotes (3)   | 82 | 42 | 27 | 13  | 216 | 204 | 97 |
| 2. | San Jose Sharks (7)   | 82 | 43 | 29 | 10  | 228 | 210 | 96 |
| 3. | Los Angeles Kings (8) | 82 | 40 | 27 | 15  | 194 | 179 | 95 |
| 4. | Dallas Stars (10)     | 82 | 42 | 35 | 5   | 211 | 222 | 89 |
| 5. | Anaheim Ducks (13)    | 82 | 34 | 36 | 12  | 204 | 231 | 80 |

### Statistiche

#### Classifica marcatori
La seguente lista elenca i migliori marcatori al termine della stagione regolare.

| Giocatore       | Squadra             | PG | G  | A  | Pt  | +/- | MP |
| --------------- | ------------------- | -- | -- | -- | --- | --- | -- |
| Evgenij Malkin  | Pittsburgh Penguins | 75 | 50 | 59 | 109 | +18 | 70 |
| Steven Stamkos  | Tampa Bay Lightning | 82 | 60 | 37 | 97  | +7  | 66 |
| Claude Giroux   | Philadelphia Flyers | 77 | 28 | 65 | 93  | +6  | 29 |
| Jason Spezza    | Ottawa Senators     | 80 | 34 | 50 | 84  | +11 | 36 |
| Il'ja Koval'čuk | New Jersey Devils   | 77 | 37 | 46 | 83  | -9  | 33 |
| Phil Kessel     | Toronto Maple Leafs | 82 | 37 | 45 | 82  | -10 | 20 |
| James Neal      | Pittsburgh Penguins | 80 | 40 | 41 | 81  | +6  | 87 |
| John Tavares    | New York Islanders  | 82 | 31 | 50 | 81  | -6  | 23 |
| Henrik Sedin    | Vancouver Canucks   | 82 | 14 | 67 | 81  | +23 | 52 |
| Patrik Eliáš    | New Jersey Devils   | 81 | 26 | 52 | 78  | -8  | 16 |

#### Classifica portieri
La seguente lista elenca i migliori portieri al termine della stagione regolare.

| Giocatore              | Squadra            | PG | Min     | V  | S  | OTS | GS  | SO | Sv%  | MGS  |
| ---------------------- | ------------------ | -- | ------- | -- | -- | --- | --- | -- | ---- | ---- |
| Brian Elliott          | St. Louis Blues    | 38 | 2234:35 | 23 | 10 | 4   | 58  | 9  | .940 | 1.56 |
| Jonathan Quick         | Los Angeles Kings  | 69 | 4099:26 | 35 | 21 | 13  | 133 | 10 | .929 | 1.95 |
| Cory Schneider         | Vancouver Canucks  | 33 | 1832:50 | 20 | 8  | 1   | 60  | 3  | .937 | 1.96 |
| Henrik Lundqvist       | New York Rangers   | 62 | 3753:30 | 39 | 18 | 5   | 123 | 8  | .930 | 1.97 |
| Jaroslav Halák         | St. Louis Blues    | 46 | 2746:37 | 26 | 12 | 7   | 90  | 6  | .926 | 1.97 |
| Jimmy Howard           | Detroit Red Wings  | 57 | 3360:17 | 35 | 17 | 4   | 119 | 6  | .920 | 2.13 |
| Mike Smith             | Phoenix Coyotes    | 67 | 3903:12 | 38 | 18 | 10  | 144 | 8  | .930 | 2.21 |
| Jean-Sébastien Giguère | Colorado Avalanche | 32 | 1819:34 | 15 | 11 | 3   | 69  | 2  | .919 | 2.27 |
| Kari Lehtonen          | Dallas Stars       | 59 | 3496:49 | 32 | 22 | 4   | 136 | 4  | .922 | 2.33 |
| Miikka Kiprusoff       | Calgary Flames     | 70 | 4128:00 | 35 | 22 | 11  | 162 | 4  | .921 | 2.35 |

## Playoff

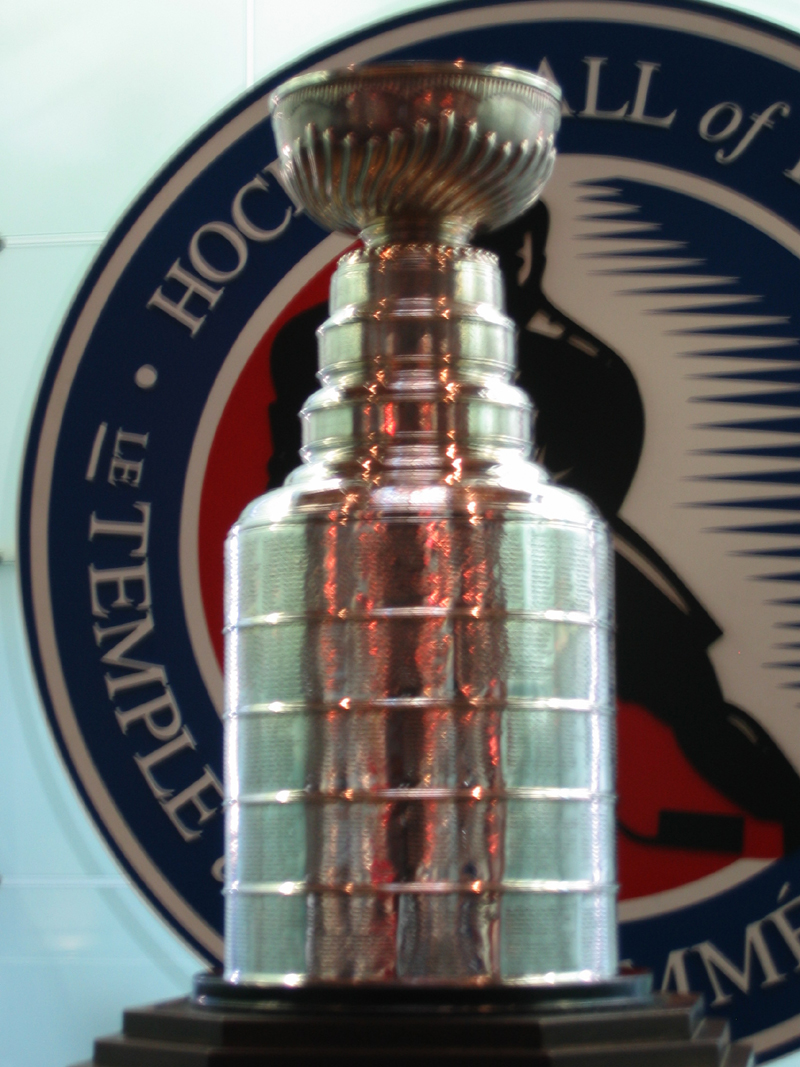
Il trofeo della Stanley Cup

Al termine della stagione regolare le migliori 16 squadre del campionato si qualificano per i playoff. I Vancouver Canucks si aggiudicarono il Presidents' Trophy avendo ottenuto il miglior record della lega con 111 punti. I campioni di ciascuna Division conservano il proprio ranking per l'intera durata dei playoff, mentre le altre squadre vengono ricollocate nella graduatoria dopo ciascun turno.

### Tabellone playoff
In ciascun turno la squadra con il ranking più alto si sfida con quella dal posizionamento più basso, usufruendo anche del vantaggio del fattore campo. Nella finale di Stanley Cup il fattore campo si determina dai punti ottenuti in stagione regolare dalle due squadre. Ciascuna serie, al meglio delle sette gare, seguì il formato 2–2–1–1–1: la squadra migliore in stagione regolare avrebbe disputato in casa Gara-1 e 2, (se necessario anche Gara-5 e 7), mentre quella posizionata peggio avrebbe giocato nel proprio palazzetto Gara-3 e 4 (se necessario anche Gara-6).
|  | Quarti di finale Conference | Quarti di finale Conference                      | Quarti di finale Conference |   |                   | Semifinali Conference | Semifinali Conference | Semifinali Conference |                    |                    | Finali Conference  | Finali Conference  | Finali Conference  |  |  | Finale Stanley Cup | Finale Stanley Cup | Finale Stanley Cup |
|  |                             |                                                  |                             |   |                   |                       |                       |                       |                    |                    |                    |                    |                    |  |  |                    |                    |                    |
|  | 1                           | New York Rangers                                 | 4                           |   |                   | 1                     | New York Rangers      | 4                     |                    |                    |                    |                    |                    |  |  |                    |                    |                    |
|  | 8                           | Ottawa Senators                                  | 3                           |   |                   | 7                     | Washington Capitals   | 3                     |                    |                    |                    |                    |                    |  |  |                    |                    |                    |
|  |                             |                                                  |                             |   |                   |                       |                       |                       |                    |                    |                    |                    |                    |  |  |                    |                    |                    |
|  | 2                           | Boston Bruins                                    | 3                           |   |                   |                       |                       |                       | Eastern Conference | Eastern Conference | Eastern Conference | Eastern Conference | Eastern Conference |  |  |                    |                    |                    |
|  | 2                           | Boston Bruins                                    | 3                           |   |                   |                       |                       |                       | Eastern Conference | Eastern Conference | Eastern Conference | Eastern Conference | Eastern Conference |  |  |                    |                    |                    |
|  | 7                           | Washington Capitals                              | 4                           |   |                   |                       |                       |                       |                    |                    |                    |                    |                    |  |  |                    |                    |                    |
|  | 7                           | Washington Capitals                              | 4                           |   |                   |                       |                       |                       |                    | 1                  | New York Rangers   | 2                  |                    |  |  |                    |                    |                    |
|  |                             |                                                  |                             |   |                   |                       |                       |                       |                    | 1                  | New York Rangers   | 2                  |                    |  |  |                    |                    |                    |
|  |                             | 6                                                | New Jersey Devils           | 4 |                   |                       |                       |                       |                    |                    |                    |                    |                    |  |  |                    |                    |                    |
|  | 3                           | 6                                                | New Jersey Devils           | 4 | Florida Panthers  | 3                     |                       |                       |                    |                    |                    |                    |                    |  |  |                    |                    |                    |
|  | 3                           |                                                  |                             |   | Florida Panthers  | 3                     |                       |                       |                    |                    |                    |                    |                    |  |  |                    |                    |                    |
|  | 6                           | New Jersey Devils                                | 4                           |   |                   |                       |                       |                       |                    |                    |                    |                    |                    |  |  |                    |                    |                    |
|  | 6                           | New Jersey Devils                                | 4                           |   |                   |                       |                       |                       |                    |                    |                    |                    |                    |  |  |                    |                    |                    |
|  |                             |                                                  |                             |   |                   |                       |                       |                       |                    |                    |                    |                    |                    |  |  |                    |                    |                    |
|  |                             |                                                  |                             |   |                   |                       |                       |                       |                    |                    |                    |                    |                    |  |  |                    |                    |                    |
|  | 4                           | Pittsburgh Penguins                              | 2                           |   | 5                 | Philadelphia Flyers   | 1                     |                       |                    |                    |                    |                    |                    |  |  |                    |                    |                    |
|  | 4                           | Pittsburgh Penguins                              | 2                           |   | 5                 | Philadelphia Flyers   | 1                     |                       |                    |                    |                    |                    |                    |  |  |                    |                    |                    |
|  | 5                           | Philadelphia Flyers                              | 4                           |   |                   | 6                     | New Jersey Devils     | 4                     |                    |                    |                    |                    |                    |  |  |                    |                    |                    |
|  | 5                           | Philadelphia Flyers                              | 4                           |   |                   |                       |                       |                       |                    | E6                 | New Jersey Devils  | 2                  |                    |  |  |                    |                    |                    |
|  |                             | (Accoppiamenti ristabiliti dopo il primo turno.) |                             |   |                   |                       |                       |                       |                    | E6                 | New Jersey Devils  | 2                  |                    |  |  |                    |                    |                    |
|  |                             | W8                                               | Los Angeles Kings           | 4 |                   |                       |                       |                       |                    |                    |                    |                    |                    |  |  |                    |                    |                    |
|  | 1                           | W8                                               | Los Angeles Kings           | 4 | Vancouver Canucks | 1                     |                       |                       | 2                  | St. Louis Blues    | 0                  |                    |                    |  |  |                    |                    |                    |
|  | 1                           |                                                  |                             |   | Vancouver Canucks | 1                     |                       |                       | 2                  | St. Louis Blues    | 0                  |                    |                    |  |  |                    |                    |                    |
|  | 8                           | Los Angeles Kings                                | 4                           |   |                   | 8                     | Los Angeles Kings     | 4                     |                    |                    |                    |                    |                    |  |  |                    |                    |                    |
|  | 8                           | Los Angeles Kings                                | 4                           |   |                   | 8                     | Los Angeles Kings     | 4                     |                    |                    |                    |                    |                    |  |  |                    |                    |                    |
|  |                             |                                                  |                             |   |                   |                       |                       |                       |                    |                    |                    |                    |                    |  |  |                    |                    |                    |
|  | 2                           | St. Louis Blues                                  | 4                           |   |                   |                       |                       |                       |                    |                    |                    |                    |                    |  |  |                    |                    |                    |
|  | 2                           | St. Louis Blues                                  | 4                           |   |                   |                       |                       |                       |                    |                    |                    |                    |                    |  |  |                    |                    |                    |
|  | 7                           | San Jose Sharks                                  | 1                           |   |                   |                       |                       |                       |                    |                    |                    |                    |                    |  |  |                    |                    |                    |
|  | 7                           | San Jose Sharks                                  | 1                           |   |                   |                       |                       |                       | 3                  | Phoenix Coyotes    | 1                  |                    |                    |  |  |                    |                    |                    |
|  |                             |                                                  |                             |   |                   |                       |                       |                       | 3                  | Phoenix Coyotes    | 1                  |                    |                    |  |  |                    |                    |                    |
|  |                             | 8                                                | Los Angeles Kings           | 4 |                   |                       |                       |                       |                    |                    |                    |                    |                    |  |  |                    |                    |                    |
|  | 3                           | 8                                                | Los Angeles Kings           | 4 | Phoenix Coyotes   | 4                     |                       |                       |                    |                    |                    |                    |                    |  |  |                    |                    |                    |
|  | 3                           |                                                  |                             |   | Phoenix Coyotes   | 4                     |                       |                       |                    |                    |                    |                    |                    |  |  |                    |                    |                    |
|  | 6                           | Chicago Blackhawks                               | 2                           |   |                   |                       |                       |                       |                    |                    | Western Conference | Western Conference | Western Conference |  |  |                    |                    |                    |
|  | 6                           | Chicago Blackhawks                               | 2                           |   |                   |                       |                       |                       |                    |                    | Western Conference | Western Conference | Western Conference |  |  |                    |                    |                    |
|  |                             |                                                  |                             |   |                   |                       |                       |                       |                    |                    |                    |                    |                    |  |  |                    |                    |                    |
|  | 4                           | Nashville Predators                              | 4                           |   | 3                 | Phoenix Coyotes       | 4                     |                       |                    |                    |                    |                    |                    |  |  |                    |                    |                    |
|  | 4                           | Nashville Predators                              | 4                           |   | 3                 | Phoenix Coyotes       | 4                     |                       |                    |                    |                    |                    |                    |  |  |                    |                    |                    |
|  | 5                           | Detroit Red Wings                                | 1                           |   |                   | 4                     | Nashville Predators   | 1                     |                    |                    |                    |                    |                    |  |  |                    |                    |                    |

### Stanley Cup
La finale della Stanley Cup 2012 è stata una serie al meglio delle sette gare che ha determinato il campione della National Hockey League per la stagione 2011-12. Per la prima volta i Kings affrontarono i Devils, sconfiggendoli per 4-2. Per New Jersey si trattò della quinta apparizione nella finale della Stanley Cup, la prima dopo il titolo nel 2003 contro i Mighty Ducks of Anaheim. Per Los Angeles fu invece la seconda apparizione dopo la sconfitta contro i Montreal Canadiens nel 1993.

## Premi NHL

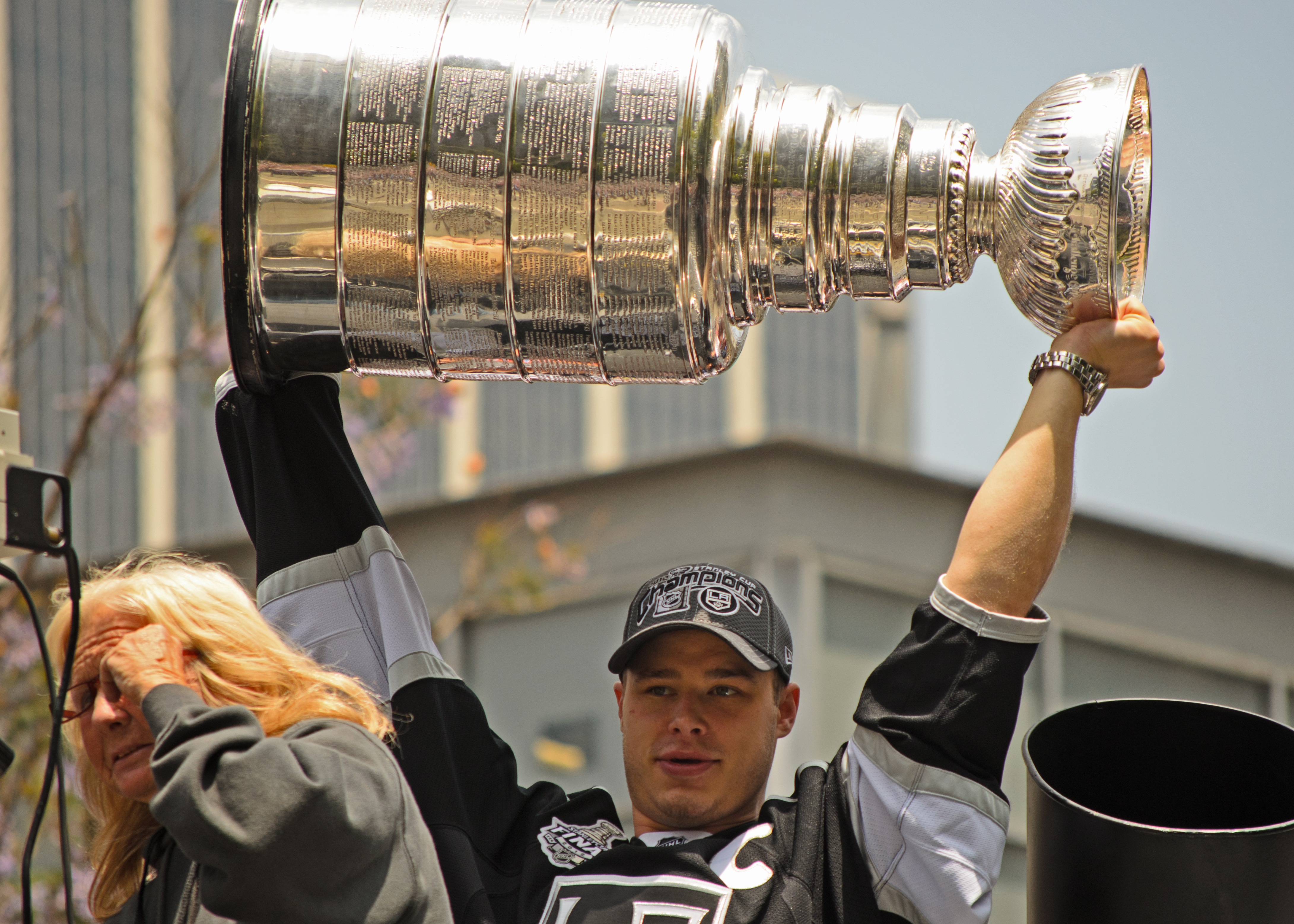
Festeggiamenti da parte del capitano dei Los Angeles Kings Dustin Brown dopo la conquista della Stanley Cup lungo le strade di Los Angeles.

### Riconoscimenti
- Stanley Cup: Los Angeles Kings
- Presidents' Trophy: Vancouver Canucks
- Prince of Wales Trophy: New Jersey Devils
- Clarence S. Campbell Bowl: Los Angeles Kings
- Art Ross Trophy: Evgenij Malkin (Pittsburgh Penguins)
- Bill Masterton Memorial Trophy: Max Pacioretty (Montreal Canadiens)
- Calder Memorial Trophy: Gabriel Landeskog (Colorado Avalanche)
- Conn Smythe Trophy: Jonathan Quick (Los Angeles Kings)
- Frank J. Selke Trophy: Patrice Bergeron (Boston Bruins)
- Hart Memorial Trophy: Evgenij Malkin (Pittsburgh Penguins)
- Jack Adams Award: Ken Hitchcock (St. Louis Blues)
- James Norris Memorial Trophy: Erik Karlsson (Ottawa Senators)
- King Clancy Memorial Trophy: Daniel Alfredsson (Ottawa Senators)
- Lady Byng Memorial Trophy: Brian Campbell (Florida Panthers)
- Mark Messier Leadership Award: Shane Doan (Phoenix Coyotes)
- Maurice Richard Trophy: Steven Stamkos (Tampa Bay Lightning)
- NHL Foundation Player Award: Mike Fisher (Nashville Predators)
- NHL General Manager of the Year Award: Doug Armstrong (St. Louis Blues)
- Ted Lindsay Award: Evgenij Malkin (Pittsburgh Penguins)
- Vezina Trophy: Henrik Lundqvist (New York Rangers)
- William M. Jennings Trophy: Brian Elliott e Jaroslav Halák (St. Louis Blues)

### NHL All-Star Team
First All-Star Team
- Attaccanti: Il'ja Koval'čuk • Evgenij Malkin • James Neal
- Difensori: Erik Karlsson • Shea Weber
- Portiere: Henrik Lundqvist

Second All-Star Team
- Attaccanti: Ray Whitney • Steven Stamkos • Marián Gáborík
- Difensori: Zdeno Chára • Alex Pietrangelo
- Portiere: Jonathan Quick

NHL All-Rookie Team
- Attaccanti: Ryan Nugent-Hopkins • Adam Henrique • Gabriel Landeskog
- Difensori: Justin Faulk • Jake Gardiner
- Portiere: Jhonas Enroth